# Can Soler (Amer)
Can Soler és una casa d'Amer (Selva) inclosa a l'Inventari del Patrimoni Arquitectònic de Catalunya.

## Descripció
Immoble de tres plantes, entre mitgeres, cobert amb una teulada plana i aterrassada. Està ubicat al costat dret del carrer Narcís Jonquera.
La façana principal, que dona al carrer Narcís Jonquera, està estructurada internament en tres crugies. La planta baixa consta de tres obertures rectangulars equipades amb llinda monolítica i muntants de pedra.
El primer i segon pis han estat resolts partint del mateix esquema formal, que consisteix en l'aplicació de tres obertures rectangulars per pis, respectivament, projectades com a balconades amb les seves baranes de ferro forjat. Tan sols difereixen en dos aspectes puntuals: per una banda, en el primer pis trobem una balconada contínua i correguda que abarca i alhora acapara tot l'espai físic de la façana, corresponent al primer pis. Tot al contrari del segon pis, on tenim tres balconades independents, sostentades per dues mènsoles cadascuna. Mentre que per l'altra, el segon tret diferenciador és la mida de les obertures, i és que les tres del primer pis són sensiblement majors que les del segon pis, de mida menor. Cal ressenyar que el treball de la forja aplicat a les baranes de ferro és bastant encertat, com així ho demostra, per exemple, l'aspecte abombat que sembla com si les baranes tinguessin panxa.
És important analitzar un aspecte com és la resolució formal de la façana, i és que tant en la planta baixa com en el primer pis trobem la solució basada en el fals encoixinat imitant els carreus de pedra regulars. Tot el contrari que en el segon, pel qual s'ha decantat per un esgrafiat imitant els maons vermells. Tanamteix per no generar un efecte lineal i monòton es combinen les dues propostes formals. Així a l'interior dels medallons octogonals del primer pis, ubicats entremig de les tres obertures rectangulars, tenim l'esgrafiat de tonalitat vermellosa. Mentre que a l'interior dels medallons del segon pis trobem el fals encoixinat.
Tanca l'edifici en la part superior una cornisa bastant austera i sèria, sostentada per mènsoles, entremig de les quals hi ha esgrafiats de tall vegetal i floral combinats amb rombes.